# Koihime musō
Koihime † musō (恋姫†無双?, Koihime musō) è una serie di visual novel e videogiochi strategici giapponesi per adulti, basati sul classico della letterature cinese Il romanzo dei tre regni. Sviluppato da BaseSon, il primo, Koihime † musou ~Doki ☆ Otome darake no Sangokushi Engi~ (恋姫†無双 ～ドキッ☆乙女だらけの三国志演義～?), fu pubblicato in Giappone il 26 gennaio 2007 per PC. Il gameplay di Koihime † musō segue una trama lineare, che offre scenari pre-determinati e si concentra sull'avvenenza dalle protagoniste femminili. Una versione per PlayStation 2, intitolata Koihime † musō (恋姫†夢想?) e sviluppata da Yeti fu pubblicata il 30 ottobre 2008.
Una nuova versione, con molti più personaggi, Shin Koihime musō: Otome ryōran Sangokushi Engi (真・恋姫†無双 〜乙女繚乱☆三国志演義〜?) fu pubblicata il 26 dicembre 2008. La compagnia europea MangaGamer acquistò la licenza del primo videogioco e lo pubblicò il 28 febbraio 2011.
Un adattamento manga fatta da Yayoi Hizuki è serializzata su Dengeki G's Festival! Comic dal 26 aprile 2008. L'anime, prodotto da Doga Kobo, inizia a essere trasmesso a luglio 2008, e ne vengono prodotte varie stagioni.

## Ambientazione
Il gioco è ambientato nell'Antica Cina, durante e dopo la caduta della dinastia Han con alcune differenze sostanziali: la maggior parte dei personaggi maschili sono diventati ragazze e i Tre Regni formatisi dopo la dinastia Han sono già stati stabiliti. Nonostante ogni regno sia governato da una monarchia indipendente, i tre regni sono ancora leali all'Impero Han. Tuttavia, l'impero è sull'orlo del collasso poiché disordini civili, brigantaggio e lotte intestine portano scompiglio nella nazione.
Mentre l'impero infine crolla e i signori della guerra combattono tra di loro, si formano numerose fazioni, pronte a governare e unire la nazione fratturata. Le fazioni (cinque in Koihime Musō, sette nel sequel) sono:
- Fazione Shoku (cinese: 蜀, Shǔ) guidata da Kazuto Hongō in Koihime Musō e nel sequel dalla Regina Ryūbi (Liu Bei) del Regno di Shu.
- Fazione Gi (cinese: 魏, Wèi) guidata dalla Regina Sōsō (Cáo Cāo) del Regno di Wei.
- Fazione Go (cinese: 吳, Wú) guidata dalla Principessa Sonken (Sun Quan) del Regno Wu e nel sequel dalla sorella maggiore, la Regina Sonsaku (Sun Ce).
- Fazione Tōtaku (cinese: 董卓, Dong Zhuo) guidata dalla Governatrice Tōtaku della provincia di Dong.
- Fazione En/Yuan guidata da Lady Enshō, signora della provincia di Yuan.

Nel sequel appaiono inoltre:
- Kōkintō/Ribelli dal Turbante Giallo guidati dalle sorelle Zhang, Chōkaku, Chōhō e Chōryō.
- Nanban/Barbari Meridionali guidati da Mōkaku.

## Sviluppo e pubblicazione
Koihime musō è il quinto gioco sviluppato da BaseSon. Direzione e planning di Koihime musō furono fatti da K. Baggio, che fornì anche gli scenari, insieme agli scrittori Izumi Kumashiro, Takuya Aoyama, Assault e Shiina Arai. La direzione artistica e il character design furono suddivisi tra cinque persone, Kanan Yatsuha, Kantaka, Hinata Katagiri, Eiji Hikage e Hokuto Saeki. Takumaru, Ryō Mizutsuki e Ichinoryū Uehara si occuparono della musica.
Koihime musō fu reso disponibile al pubblico per la prima volta il 26 gennaio 2007, come videogioco per adulti giocabile solo su personal computer Microsoft Windows in due DVD-ROM. Fu poi ripubblicato l'11 aprile 2008, con l'aggiunta di un CD-ROM intitolato Sheishei Musō (謝謝†無双?) Una versione per PlayStation 2, indicata per tutte le età, fu sviluppata da Yeti e pubblicata da Regista il 30 ottobre 2008. Un'edizione avanzata, Shin Koihime Musō: Otome Ryōran Sangokushi Engi (真・恋姫†無双 〜乙女繚乱☆三国志演義〜?) fu pubblicata il 26 dicembre 2008. La traduzione inglese di Koihime musō fu diffusa da MangaGamer il 28 febbraio 2011. Inoltre, Gamania lanciò un browser intitolato Web Koihime Musō (Web恋姫†夢想?) il 7 dicembre 2010, su otto server diversi. Il gioco permette ai giocatori di controllare fino a cinque generali alla volta del cast di Shin Koihime musō, di unirsi a una delle tre fazioni in lotta per cercare di conquistare i guerrieri avversari insieme ai Banditi dal Turbante Rosso. Il gioco è gratuito per chi ha un account Gamania, ma gli utenti paganti possono accedere più facilmente a miglioramenti altrimenti non disponibili o molto difficili da ottenere.

## Adattamenti

### Manga
Un manga basato sulla visual novel originale, illustrato da Yayoi Hizuki e intitolato semplicemente Koihime musō (恋姫†夢想?), iniziò ad essere serializzato sulla rivista Dengeki G's Festival! Comic da ASCII Media Works il 26 aprile 2008.

### Anime
Un anime prodotto da Doga Kobo cominciò a essere trasmesso l'8 luglio 2008 su Tokyo MX e Chiba TV. La serie, intitolata solo Koihime musō, segue una storia molto diversa rispetto a quella della visual novel. Il protagonista, Hongo Kazuto, non è presente nell'anime, e non avviene neanche la battaglia tra i Tre Regni. Segue, invece, le avventure di Kan'u in Cina, dove incontra altri personaggi del gioco. Dopo la trasmissione dell'ultimo episodio, fu annunciato un OAV basato sulla trama della visual novel, pubblicato il 1º aprile 2009, che fu tuttavia ambientato in un moderno liceo. La seconda stagione dell'anime, sviluppata a partire dal secondo videogioco, intitolata Shin Koihime musō (真・恋姫†無双?), continuò a narrare gli avvenimenti dal punto in cui si erano interrotti e fu trasmessa dal 5 ottobre a dicembre 2009. La terza stagione cominciò ad essere trasmessa ad aprile 2010, con il titolo Shin Koihime musō: Otome tairan (真・恋姫†無双 ～乙女大乱～?).
La serie anime fu licenziata in Nord America da Sentai Filmworksm. Il distributore Section23 Films pubblicò la prima stagione in DVD il 4 gennaio 2011. La pubblicazione, però, usò i master televisivi giapponesi, omettendo i miglioramenti fatti all'animazione in occasione dell'uscita dei DVD in Giappone. La seconda stagione fu pubblicata il 1º marzo 2011, mentre la terza il 24 maggio 2011.

#### Episodi
| Nº                                              | Titolo italiano (traduzione letterale) Giapponese 「Kanji」 - Rōmaji | In onda           | In onda |
| Nº                                              | Titolo italiano (traduzione letterale) Giapponese 「Kanji」 - Rōmaji | Giapponese        |         |
| Koihime musō (12 + 1 episodi)                   | |                   |         |
| 1                                               | Kan'u fa un voto di sorellanza con Chōhi 「関羽, 張飛と姉妹の契りを結ぶのこと」 - Kan'u, Chōhi to Shimai no Chigiri o Musubu no Koto                                                                   | 8 luglio 2008     |         |
| 2                                               | Kan'u affronta la morte con Chōun 「関羽, 趙雲と死地に赴くのこと」 - Kan'u, Chōun to Shichi ni Omomuku no Koto                                                                                         | 15 luglio 2008    |         |
| 3                                               | Chōhi e Bachō si combattono 「張飛、馬超と相打つのこと」 - Chōhi, Bachō to Aiutsu no Koto | 22 luglio 2008    |         |
| 4                                               | Bachō cerca di attaccare Sōsō 「馬超、曹操を討たんとするのこと」 - Bachō, Sōsō o Utan to Suru no Koto                                                                                                  | 29 luglio 2008    |         |
| 5                                               | Kan'u stermina un mostro 「関羽、化け物を退治せんとするのこと」 - Kan'u, Bakemono o Taiji Sen to Suru no Koto                                                                                          | 5 agosto 2008     |         |
| 6                                               | Chōhi compete con Kōmei 「張飛、孔明と張り合うのこと」 - Chōhi, Kōmei to Hariau no Koto | 12 agosto 2008    |         |
| 7                                               | Chōhi litiga con Kan'u 「張飛、関羽と仲違いするのこと」 - Chōhi, Kan'u to Nakatagai Suru no Koto | 19 agosto 2008    |         |
| 8                                               | Kan'u ostruisce i piani di Kōchū 「関羽、黄忠の企みを阻まんと するのこと」 - Kan'u, Kōchū no Takurami o Habaman to Suru no Koto                                                                        | 26 agosto 2008    |         |
| 9                                               | Enshō disseppellisce un tesoro 「袁紹、宝を掘り当てんとするのこと」 - Enshō, Takara o Horiaten to Suru no Koto                                                                                         | 2 settembre 2008  |         |
| 10                                              | La vita di Sonsaku viene minacciata 「孫策、命を狙われるのこと」 - Sonsaku, Inochi o Nerawareru no Koto                                                                                                | 9 settembre 2008  |         |
| 11                                              | Kan'u incontra Ryūbi 「関羽、劉備と出会うのこと」 - Kan'u, Ryūbi to Deau no Koto | 16 settembre 2008 |         |
| 12                                              | Kan'u realizza le proprie ambizioni 「関羽、志を貫くのこと」 - Kan'u, Kokorozashi o Tsuranuku no Koto                                                                                                  | 23 settembre 2008 |         |
| OAV                                             | Koihime Musō OVA 「OVA「恋姫†無双」」 - OVA「Koihime†musō」 | 1º aprile 2009    |         |
| Shin Koihime musō (12 + 1 episodi)              | |                   |         |
| 1                                               | Bachō, le cose sembrano interrotte 「馬超、悶々とするのこと」 - Bachō, Monmon to Suru no Koto | 5 ottobre 2009    |         |
| 2                                               | Ryūbi visita il villaggio di Tōkason 「劉備、桃花村を訪れるのこと」 - Ryūbi, Tōkason o Otozureru no Koto                                                                                               | 12 ottobre 2009   |         |
| 3                                               | Kōsonsan lotta contro Enshō 「公孫賛、袁紹と雌雄を決するのこと」 - Kōsonsan, Enshō to Shiyū o Kessuru no Koto                                                                                          | 19 ottobre 2009   |         |
| 4                                               | Le tre sorelle Chō Sanshimai ottengono le Chiavi Cruciali per la Via della Pace 「張三姉妹、太平要術を手に入れるのこと」 - Chō Sanshimai, Taihei Yōjutsu o Te ni Ireru no Koto                         | 26 ottobre 2009   |         |
| 5                                               | Kakuka e Teiiku vanno al servizio di Sōsō 「郭嘉と程昱、曹操に仕えんとするのこと」 - Kakuka to Teiiku, Sōsō ni Ysukaen to Suru no Koto                                                                 | 2 novembre 2009   |         |
| 6                                               | Ten'i è messa alla prova da Sōsō 「典韋、曹操に試されるのこと」 - Ten'i, Sōsō ni Tamesareru no Koto | 9 novembre 2009   |         |
| 7                                               | Chinkyū viene presa da Ryofu 「陳宮、呂布に拾われるのこと」 - Chinkyū, Ryofu ni Hirowareru no Koto | 16 novembre 2009  |         |
| 8                                               | Enjutsu ordina lo sterminio dei mostri 「袁術、化け物を退治させんとするのこと」 - Enjutsu, Bakemono o Taiji Sasen to Suru no Koto                                                                      | 23 novembre 2009  |         |
| 9                                               | Gakushin, Riten e Ukin proteggono un villaggio 「楽進、李典、于禁、村を守らんとするのこと」 - Gakushin, Riten, Ukin, Mura o Mamoran to Suru no Koto                                                    | 30 novembre 2009  |         |
| 10                                              | Kōmei desidera una sorella minore 「孔明、妹を欲するのこと」 - Kōmei, Imōto o Hossuru no Koto | 7 dicembre 2009   |         |
| 11                                              | Bachō cerca di sopportare 「馬超、尿意をこらえんとするのこと」 - Bachō, Nyōi o Koraen to Suru no Koto                                                                                                  | 14 dicembre 2009  |         |
| 12                                              | Il generale cerca di sopprimere la rivolta dei Turbanti Gialli 「群雄、黄巾の乱を鎮めんとするのこと」 - Gunyū, Kōkin no Ran o Shizumen to Suru no Koto                                                 | 21 dicembre 2009  |         |
| OAV                                             | Shin Koihime musō LIVE Revolution 「真恋姫†無双 LIVE Revolution」 - Shin Koihime musō LIVE Revolution                                                                                                  | 17 marzo 2010     |         |
| OAV                                             | Shin Koihime musō OVA 「真恋姫†無双 ～乙女繚乱☆三国志演義～」 - Makohime† musō ~ otome ryōran ☆ Sangokushi engi ~                                                                                      | 7 luglio 2010     |         |
| Shin Koihime musō Otome tairan (12 + 1 episodi) | |                   |         |
| 1                                               | Ryūbi di nuovo in viaggio 「劉備、新たに旅立つのこと」 - Ryūbi, Arata ni Tabidatsu no Koto | 1º aprile 2010    |         |
| 2                                               | Hōtō nasconde qualcosa 「鳳統、隠し事をするのこと」 - Hōtō, Kakushigoto o Suru no Koto | 8 aprile 2010     |         |
| 3                                               | Ryomō prova ad andare a scuola 「呂蒙、学問を志すのこと」 - Ryomō, Gakumon o Kokorozasu no Koto | 15 aprile 2010    |         |
| 4                                               | Gien si innamora a prima vista 「魏延、一目ぼれするのこと」 - Gien, Hitomebore Suru no Koto | 22 aprile 2010    |         |
| 5                                               | Sonshōkō cerca di portare a termine il proprio compito 「孫尚香、務めを果たさんとするのこと」 - Sonshōkō, Tsutome o Hatasan to Suru no Koto                                                            | 29 aprile 2010    |         |
| 6                                               | La vita di Gien in pericolo 「魏延、命を狙われるのこと」 - Gien, Inochi o Nerawareru no Koto | 6 maggio 2010     |         |
| 7                                               | Kōgai fa un piano per ingannare i suoi alleati 「黄蓋、策を用いて味方を欺くのこと」 - Kōgai, Saku o Mochiite Mikata o Azamuku no Koto                                                                  | 13 maggio 2010    |         |
| 8                                               | Mōkaku viene catturata e rilasciata varie volte 「孟獲、たくさん捕らわれ、たくさん放たれるのこと」 - Mōkaku, Takusan Toraware, Takusan Hanatareru no Koto                                              | 20 maggio 2010    |         |
| 9                                               | Le forze alleate cercano di sconfiggere Tōtaku 「群雄、董卓を討たんとするのこと」 - Gun'yū, Tōtaku o Utan to Suru no Koto                                                                              | 27 maggio 2010    |         |
| 10                                              | Shūtai si intrufola in un palazzo 「周泰、宮中に忍び込むのこと」 - Shūtai, Kyūchū ni Shinobikomu no Koto                                                                                               | 3 giugno 2010     |         |
| 11                                              | Chōryō faccia a faccia con Kan'u 「張遼、関羽と相打つのこと」 - Chōryō, Kan'u to Aiutsu no Koto | 10 giugno 2010    |         |
| 12                                              | Le forze alleate cercano di sconfiggere Ukitsu 「群雄、于吉を討たんとするのこと」 - Gun'yū, Ukitsu o Utan to Suru no Koto                                                                              | 17 giugno 2010    |         |
| OAV                                             | Shin Koihime Musō Otome Tairan OVA 「真・恋姫†無双〜乙女大乱〜 †あわわっDVD第七巻はOVAすぺしゃるです〜†」 - Ma kohime† musō 〜 otome tairan 〜 † Awawa ~tsu DVD dainanakan wa ovu~a su pesharudesu 〜† | 2 febbraio 2011   |         |

## Colonna sonora
La visual novel ha quattro canzoni principali: una di promozione, una sigla d'apertura (opening), una canzone inserita all'interno e una sigla di chiusura (ending). La canzone di promozione fu "Sōten no Mukō e" (蒼天の向こうへ?, lett. Verso i cieli blu), eseguita da ☆396☆. La opening fu "Hφwling Sφul", cantata da Rekka Katakiri. La canzone inserita all'interno, "Kuon: Utakata" (久遠 〜詩歌侘〜?, lett. Eternità: semplice poema), e la ending, "Shizai Senri: Koihime Yobite Hyakka no Ō to Nasu" (志在千里 〜恋姫喚作百花王〜?, lett. Puntando in alto. La principessa innamorata convoca il signore dei fiori), furono entrambe eseguite da Chata. Tutte le canzoni furono arrangiate da Takumaru, con testi di K. Bajjo.
La opening di Shin Koihime Musou fu intitolata "HE∀ting Sφul", eseguita da Rekka Katakiri. La ending fu un arrangiamento al pianoforte di "Shizai Senri: Koihime Yobite Hyakka no Ō to Nasu" (志在千里 〜恋姫喚作百花王〜?) di Chata.
L'anime ha due canzoni. La opening, "Flower of Bravery", fu eseguita da fripSide, composta e scritta da Chiyomaru Shikura, e arrangiata da Satoshi Yaginuma. La ending, "Yappari Sekai wa Atashi☆Legend!!" (やっぱり世界はあたし☆れじぇんど!!?), fu eseguita da fripSide NAO project!, composta e arrangiata da Satoshi Yaginuma, e scritta da Nao, Shinichirō Yamashita, e Satoshi Yaginuma.
L'anime di Shin Koihime musō ha anch'esso due canzoni: la opening, "Tōen no Chikai" (闘艶結義〜トウエンノチカイ〜?), cantata da Rekka Katakiri, e la ending, "Otome Ryouran☆Battle PARTY" (乙女繚乱☆ばとるPARTY?), seguita da Mai Goto, Nami Kurokawa e Miya Serizono (doppiatrici, rispettivamente, di Ryūbi, Kan'u e Chōhi).